# 회진초등학교
회진초등학교는 대한민국 전라남도 장흥군에 있는 공립 초등학교이다.

## 학교 연혁
- 1948년 10월 16일: 대덕동국민학교 개교

## 참고 자료
- 회진초등학교 - 한국교육학술정보원 학교알리미